# Горбулів
Горбулів — село в Україні, у Черняхівській селищній територіальній громаді Житомирського району Житомирської області. Чисельність населення становить 855 осіб (2001). В минулому — центр Горбулівської волості, у 1923—2020 роках — адміністративний центр колишньої однойменної сільської ради. Батьківщина отаманів Соколовських, очільників антибільшовицьких повстань.

## Загальна інформація
Розташоване за 25 км від Черняхова та від залізничної станції Горбаші.
В селі збереглася церква, побудована у 1746 році. Залишилися руїни від костелу, збудованого у 1857 році на місці старого, початку 1790-х років будови.

## Населення
У 1783 році було в селі 625 жителів та 80 дворів, в середині 19 століття налічувалося 1659 осіб, з них 922 православних, 112 римокатоликів та 21 єврей. За довідником 1885 року в селі мешкало 945 осіб, налічувалося 129 дворових господарств.
Відповідно до результатів перепису населення Російської імперії 1897 року, загальна кількість мешканців становила 1 818 осіб, з них: православних — 1 627, чоловіків — 909, жінок — 909.
Наприкінці 19 століття в селі налічувалося 1 404 особи, з них 696 чоловіків та 708 жінок, дворів — 309, або 1 465 осіб, дворів — 291.
На початок 1970-х років село мало 631 двір із населенням 1 800 осіб.
Відповідно до результатів перепису населення СРСР, кількість населення станом на 12 січня 1989 року становила 1 097 осіб. Станом на 5 грудня 2001 року, відповідно до перепису населення України, кількість мешканців села становила 855 осіб.

## Історія
У 1151 році Андрій Боголюбський заснував тут монастир. На той час тут мало бути велике та квітуче поселення. В письмових джерелах село вперше згадується у 1582 році, за іншими джерелами — у 1584 році. Назва села походить від височин або горбів, які були вододілом між річками Тетерів та Уж. Між тими височинами особливо примітною була Дівич-гора із залишками стародавніх будівель. У 1585 році належало до Тиш-Биковських, які володіли ним ще у 1648 році. У 1618 році власність Василя Тиші-Биковського, куди, серед інших сіл, вчиняли набіги з грабунками повсталі козаки полковника Василя Мировицького, який раніше служив урядником у Теодора Тиші-Биковського. Згадується у люстрації Київського воєводства 1754 року, дідицтво Каетана Росцішевського, разом зі Свидею було там 48 дворів. У 1765 році Горбулів, разом із Моделевим, належав вдові пограничного судді Антоніні Потоцькій, а з 1781 року — її сину, пограничному судді, генералові Київського воєводства Максиміліанові Потоцькому.
В середині 19 століття — село Радомисльського повіту Київської губернії. Лежало за 3 версти північніше від Торчина, на окультуреній рівнині, між лісів та боліт. Разом із сільцем Аннопіль та 4 642 десятинами землі належало поміщиці Сузанні Підгородинській. За заповітом її чоловіка від 1861 року, після смерті Підгородинської село мало перейти у власність їх сина Владислава Підгородинського, з деякими пожертвами селянам. Дерев'яну церкву збудовано 1746 року, про що свідчить візитація Радомисльського деканату від 1783 року. Церква у 1795 році не перейшла в православ'я через вплив радомисльського декана Гаврила Синькевича і вже в 1830 році воз'єдналася з католицькою церквою. У 1855 році церкву реконструйовано — її підняли на кам'яний підмурівок та пофарбували. При церкві було 56 десятин землі. До парафії входило сільце Аннопіль, що лежало за 4 версти. У 18 столітті до парафії належали села Моделів, Заньки, Свидя та Руденка (згодом — Аннопіль).
У другій половині 19 століття — велике село у Радомисльському повіті Київської губернії. Лежало на річці Верхолужжя, притоці Ужу, за 18 верст від Радомисля і 3 версти від Торчина. Була парафіяльна церква і школа. Поселення та приналежні до нього гнейсові, досить врожайні ґрунти, в кількості 2 017 десятин, розміщувалися на височині, біля річки лабрадоритові скелі виходили на поверхню. Власність Підгородинських. В селі була волосна управа, католицький костел, збудований 1857 року на місці колишнього, 1796 року будови. Католицька парафія належала до Радомисльського деканату, який налічував 1309 душ вірян. До парафії належала каплиця в Чайківці. Серед селян було 1 001 особа визнання православного та 113 католиків.
За довідником 1885 року — колишнє поміщицьке село Горбулівської волості Радомисльського повіту Київської губернії, за 20 верст від повітового міста Радомисля. Були волосне правління, церковна парафія, костел, школа, 2 заїзди, лавка.
Наприкінці 19 століття — село Потіївської волості Радомисльського повіту Київської губернії. Відстань до повітового центру, м. Радомисль, де знаходилася також найближча поштово-телеграфна станція — 20 верст, до найближчої поштової земської станції в Облітках — 15 верст, до найближчої залізничної станції Житомир — 40 верст. Основним заняттям мешканців було хліборобство. У поселенні числилося 4 627 десятин землі, з яких 1 847 десятин належало поміщикам, 2 670 десятин — селянам, 97 десятин — церкві, 12 десятин — іншим прошаркам населення. Власність Максиміліана Артамонова, господарство в маєтку вів управитель Лонгин Скульський, застосовував трипілля, як і селяни. Були православна церква, римо-католицький костел, синагога, церковно-парафіяльна школа, фельдшер, два водяних та паровий млини, дві маслобійні, чотири кузні, хлібна комора. Пожежна команда складалася з 5 бочок та 4 багрів.
В роки визвольних змагань на території Горбулева і навколишніх сіл діяв загін, що воював проти радянських окупантів, яким керував житель села Соколовський. Загін був знищений, а Дмитро Соколовський убитий у 1919 році.
У 1923 році увійшло до складу новоствореної Горбулівської сільської ради, яка 7 березня 1923 року увійшла до складу новоутвореного Потіївського району Малинської округи; адміністративний центр ради.
На фронтах Другої світової війни воювало понад 354 селян, 205 з них нагороджені орденами й медалями, 249 загинули. На їх честь встановлено обеліск та три пам'ятники на братських могилах.
В радянські часи в селі розміщувалася центральна садиба колгоспу льонарсько-картоплярського напрямку з розвинутим хмелярством та м'ясо-молочним тваринництвом, який обробляв 3,3 тис. га земель, в тому числі 2,7 тис. га — рілля. Допоміжне господарство — пункт переробки льону. Також в селі розміщувалося відділення «Сільгосптехніки». На території колгоспу розробляли поклади лабрадориту. 83 селян нагороджено орденами й медалями СРСР, серед них вчительку О. Й. Лебідь — орденом Трудового Червоного Прапора. У селі були середня школа, клуб, дві бібліотеки, дільнична лікарня, пологовий будинок, аптека, поштове відділення, ощадна каса, 5 магазинів, дві побутових майстерні.
У 1953 році на горбулівських землях був відкрито кам'яний кар'єр «Бутовий», який потім був переданий в Потіївський міжколгоспбуд. У 1970-ті роки кар'єр отримав замовлення на виготовлення бруківки для ремонту Червоної площі в м. Москві. 21 січня 1959 року, в складі сільської ради, включене до Черняхівського району Житомирської області.
5 вересня 2009 року в селі відкрито пам'ятник борцям за волю України — горбулівцям, які під проводом отаманів Соколовських боролися за вільну Україну в 1918—1920 роках.
12 червня 2020 року, відповідно до розпорядження Кабінету Міністрів України № 711-р «Про визначення адміністративних центрів та затвердження територій територіальних громад Житомирської області», територію та населені пункти Горбулівської сільської ради включено до складу новоутвореної Черняхівської селищної територіальної громади Житомирського району Житомирської області.

## Відомі люди
- Мартиненко Володимир Никифорович (1923—1988) — історик, український радянський діяч
- Соколовський Дмитро Тимофійович (1894—1919) — повстанський отаман часів Української революції.
- Соколовський Олекса Тимофійович (1900—1919) — повстанський отаман часів Української революції.
- Соколовська Олександра Тимофіївна (1902—1919) — повстанський отаман часів Української революції.